# Anthochlamys
Anthochlamys é um género botânico pertencente à família Amaranthaceae.

## Espécies
- Anthochlamys afghanica
- Anthochlamys multinervis
- Anthochlamys polygaloides
- Anthochlamys polygaloides var. turkestanica
  - Anthochlamys rechingeri
  - Anthochlamys rechingeri var. denticulata
- Anthochlamys tjanschanica
- Anthochlamys tjanschanica
- Anthochlamys turcomanica
- Anthochlamys turkestanica
- Agriophyllum tournefortii